# Sturges W. Bailey
Sturges W. Bailey (* 11. Februar 1919 in Waupaca, Wisconsin; † 30. November 1994) war ein US-amerikanischer Mineraloge.

## Leben
Bailey studierte Geologie an der University of Wisconsin–Madison, unterbrochen vom Dienst in der US Navy im Zweiten Weltkrieg. 1948 machte er seinen Master-Abschluss. Danach studierte er bis 1951 in Cambridge Röntgenkristallographie und war dann Assistent an der University of Wisconsin, wo er später Professor wurde. 1968 bis 1971 war er Vorstand der Fakultät für Geowissenschaften. 1989 emeritierte er.
Er spezialisierte sich auf Tonmineralien und war 1972 bis 1975 Herausgeber von Clay and Clay Minerals sowie von 1960 bis 1970 Mitherausgeber des Journal of Sedimentary Petrology. 

## Ehrungen und Mitgliedschaften
Von 1971 bis 1972 war er Präsident der Clay Minerals Society und 1973/74 der Mineralogical Society of America, deren Roebling Medal er 1990 erhielt. 1992 wurde er Ehrenmitglied der Mineralogical Society of Great Britain and Ireland. Ihm zu Ehren vergibt die Clay Minerals Society den Bailey Award.
Ein 1986 neu entdecktes Mineral wurde ihm zu Ehren als Baileychlor bezeichnet.